# 박진혁
박진혁(1996년 4월 29일 ~ )은 대한민국의 스타크래프트 II 프로게이머이다. Armani라는 아이디를 사용하며 종족은 저그이고 현재 광동 프릭스 소속이다.
2013년 삼성 갤럭시에 입단하여 프로게이머 생활을 시작했다.
2014년 6월 HomeStory Cup IX 한국 예선에서 중국의 Cloudy, 이원표, 백동준, 황규석을 꺾고 올라왔다. 송병구한테 비록 패했지만 예선에서 좋은 모습을 보여주었으며 Top 8 Tournament에서 "roof" , "TargA"를 꺾고 결승에서 최성훈을 3:0이라는 스코어로 이기며 파란을 일으켰다. 본선 32강에서는 "HasuObs", "Bunny(Liquid)" 꺾고 16강까지 올라오면서 신인임에도 불구하고 좋은 모습을 보여줬다.
2016년 10월 삼성 갤럭시의 스타크래프트 II 종목 팀 해체로 무소속 신분이 되었다.

## 수상 경력
- 2014년 4월 2014 WCS 코리아 시즌 2 핫식스 글로벌 스타크래프트 II 리그 코드 A 48강
- 2014년 5월 Lone Star Clash 3 16강
- 2014년 6월 HomeStory Cup IX 16강
- 2014년 9월 Connecting Professional E-sports #1 16강
- 2014년 11월 PughCraft Invitational #2 4위
- 2015년 7월 2015 핫식스 글로벌 스타크래프트 II 리그 시즌 3 코드 A 48강
- 2015년 9월 2015 DreamHack Open: Stockholm 16강
- 2015년 12월 2016 핫식스 글로벌 스타크래프트 II 리그 프리시즌 2주차 8강
- 2016년 1월 2016 핫식스 글로벌 스타크래프트 II 리그 시즌 1 코드 A 60강
- 2016년 6월 2016 핫식스 글로벌 스타크래프트 II 리그 시즌 2 코드 A 48강
- 2017년 1월 2017 핫식스 글로벌 스타크래프트 II 리그 시즌 1 코드 S 32강
- 2017년 4월 2017 핫식스 글로벌 스타크래프트 II 리그 시즌 2 코드 S 32강
- 2019년 4월 2019 마운틴듀 글로벌 스타크래프트 II 리그 시즌 2 코드 S 32강
- 2019년 7월 2019 마운틴듀 글로벌 스타크래프트 II 리그 시즌 3 코드 S 32강